# Contribution tarifaire d'acheminement
 (décembre 2012).
Si vous disposez d'ouvrages ou d'articles de référence ou si vous connaissez des sites web de qualité traitant du thème abordé ici, merci de compléter l'article en donnant les références utiles à sa vérifiabilité et en les liant à la section « Notes et références ».
Pour les articles homonymes, voir CTA.
La contribution tarifaire d'acheminement (CTA) est une taxe spécifique aux secteurs de l’électricité et du gaz mise en place par l’État français depuis 2004, au profit de la Caisse nationale des industries électriques et gazières, essentiellement destinée à financer le régime de retraite des salariés des industries électriques et gazières en France. 
La CTA correspond à un prélèvement indexé sur les prestations de transport et de distribution d’électricité et de gaz naturel, qui constituent une part fixe de l'abonnement d'électricité ou de gaz naturel (tarif d'utilisation du réseau public d'électricité (TURPE), accès des tiers aux réseaux de transport de gaz (ATRT), accès des tiers aux réseaux de distribution de gaz (ATRD), accès des tiers aux terminaux méthaniers (ATTM)…).
La CTA s'applique aux seules prestations d'acheminement pour les consommateurs du territoire métropolitain et des territoires insulaires qui étaient des départements d'Outre-mer avant 2005.

## Objectif
La CTA sert à financer une partie de la retraite des employés du secteur de l’énergie. Un régime de retraite qui offre des avantages, auxquels participent l’ensemble des consommateurs, quel que soit votre fournisseur. 
Elle a été instaurée en 2005, au moment de l’adossement du système de retraite des industries électriques et gazières (IEG) aux régimes de droit commun. Elle finance une partie du régime spécial de retraite des employés des IEG, et notamment des droits qu’ils avaient acquis avant 2005. Car ce régime n’est pas tout à fait à l’équilibre. Les cotisations des salariés ne couvrent que 68 % des pensions. Sur les 5,2 milliards d’euros qu’il coûte au total, 1,5 milliard provient de la CTA. 
En 2019 la CTA payée par le consommateur représentait 32% des retraites du personnel d’EDF et autres fournisseurs d’énergie.

## Taux et mode de prélèvement pour le client final
La CTA est prélevée par le fournisseur de gaz et/ou d'électricité directement sur la facture de ses clients finaux, qu’ils soient en tarif réglementé ou en offre de marché. Le taux de la contribution tarifaire d'acheminement est fixé par arrêté ministériel en pourcentage du prix d’acheminement de l’électricité et versée ensuite à la CNIEG (Caisse Nationale des Industries Électriques et Gazières). 
La CTA est soumise à la TVA (5,5 %). Depuis 2004, elle était incluse dans le prix TTC de l’abonnement. Depuis avril 2010, elle fait l’objet d’une ligne spécifique sur la facture de gaz et d'électricité dans la rubrique « Taxes et Contributions ».
L'arrêté ministériel du 29 décembre 2005 fixe les taux (hors TVA) de la CTA s’appliquant aux prix d’acheminement du gaz naturel et l'électricité :

### Gaz naturel
- 4,71 %, taux applicable au 01/05/2013 pour les prestations de transport de gaz naturel,
- 20,80 %, taux applicable au 01/05/2013 pour les prestations de distribution de gaz naturel[3].

### Électricité
- 10,14 %, taux applicable au 01/05/2013 pour les prestations de transport d'électricité (RTE)
- 27,04 %, taux applicable au 01/05/2013 pour les prestations de distribution d'électricité (ERDF). Ce taux est passé à 21,93 % au 1er août 2021.

de la partie acheminement de l'abonnement (composantes de gestion, de comptage et part fixe de la composante de soutirage).

## Modalités pour les fournisseurs
Tout gestionnaire de réseau ou tout fournisseur d’électricité ou de gaz naturel est tenu de collecter la contribution tarifaire dès l’émission de la première facture auprès de son premier client final.
La CTA est à déclarer et à régler mensuellement, au plus tard le 24 du mois suivant chaque mois civil écoulé (sauf pour les redevables ayant acquitté une CTA l'année précédente inférieure à 102 000 € : la périodicité de déclaration et de règlement est alors trimestrielle - arrêté du 2 mars 2010). 
Comme en matière de TVA, il est possible d'acquitter la CTA d'après les débits (le choix de cette option doit alors être exercé auprès de la CNIEG).
La déclaration de CTA est à réaliser sur un imprimé dont le modèle est fourni par la CNIEG, la Caisse nationale des industries électriques et gazières.